# Noce di areca

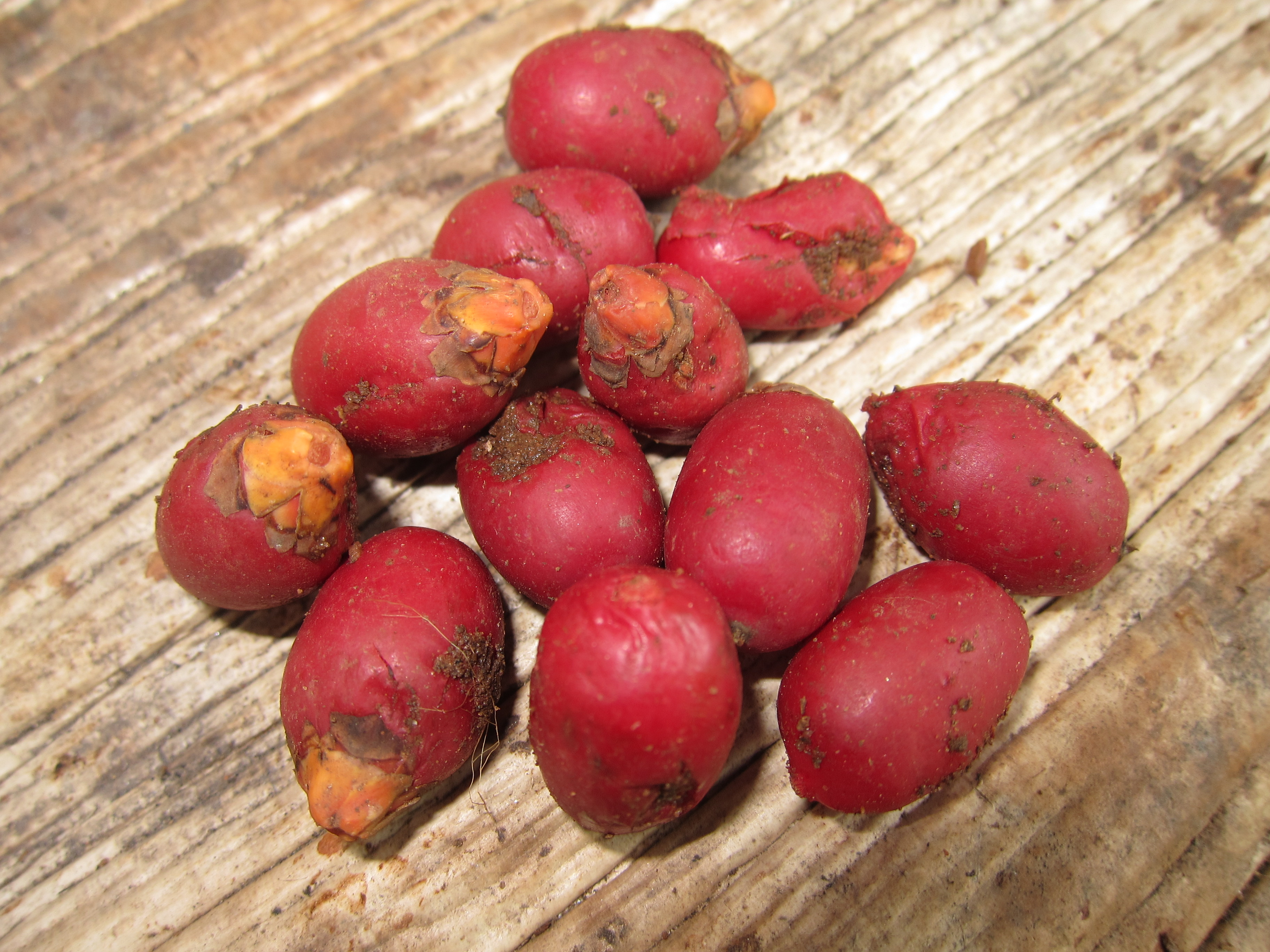
Noci di Areca mature

Il noce di Areca è il frutto della Areca catechu, che cresce in gran parte del Pacifico tropicale (Melanesia e Micronesia), sud-est asiatico, Asia meridionale, Asia orientale e parti dell'Africa orientale.
Questo frutto è comunemente indicato come noce di betel, quindi è facilmente confuso con foglie di betel (Piper betle) che vengono spesso utilizzate per avvolgerlo (paan). Il termine areca originato dalla parola Malayalam adakka (അടക്ക) e risale al XVI secolo, quando i marinai olandesi e portoghesi portarono il noce dal Kerala all'Europa.
Il consumo ha molti effetti nocivi sulla salute, quali euforia e iperattività, e potrebbe avere effetti cancerogeni per l'uomo. Vari composti presenti nella noce, in particolare l'arecolina (il principale ingrediente psicoattivo, simile alla nicotina), contribuiscono a cambiamenti istologici nella mucosa orale.